# Seznam srbskih pisateljev
Seznam srbskih pisateljev.

## A
David Albahari (1948-2023) -
Ivo Andrić - Ivan Antić -
Vladimir Arsenijević -"Vlajsa" - Bogoboj Atanacković - Dimitrije Avramović

## B
Vladislav Bajac -
Svetislav Basara - Matija Bećković - Oto Bihalji-Merin - Zoran Bognar - Milutin Bojić (dram.) - Dragomir Brajković - Miodrag Bulatović -
Vladimir Bulatović Vib -

## C
Marko Car - Branislav Crnčević - 
Miloš Crnjanski -

## Č
(Kosta Čavoški) - Rodoljub Čolaković -

## Ć
Ivo Ćipiko - Jovan Ćirilov -
Bora Ćosić -
Branimir Ćosić -
Dobrica Ćosić -
Branko Ćopić -

## D
Milovan Danojlić -
Oskar Davičo - Haim Davičo - Filip David - Dimitrije Davidović - Arsen Diklić - Jelena Dimitrijević - Vladimir Dimitrijević -
Radoje Domanović -
Predrag Dragić -
Vuk Drašković -
Nikola Drenovac -
Jovan Dučić - Lazar Džamić

## Đ
Jovan Đorđević - Gojko Đogo

## E
Dobrica Erić - 

## G
Aleksandar Gatalica - (Mihailo Gavrilović -zgodovinar) - Milovan Glišić - Jovan Grčić-Milenko - Milka Grgurova-Aleksić -

## H
Oto Horvat - 

## I
Jakov Ignjatović -
Vojislav Ilić -
Antonije Isaković -

## J
Đura Jakšić - Vladeta Janković -
Vladeta Jerotić - Biljana Jovanović -
Pavle Julinac -

## K
Momo Kapor -
Vuk Stefanović Karadžić - Vojislav Karanović -
Milan Kašanin -
Irena Kazazić -
Danilo Kiš -
Petar Kočić -
Žak Konfino - Radomir Konstantinović - Berislav Kosier (1930-2002) - Đorđe Kostić -
Laza Kostić -
Erih Koš -
Mirko Kovač - Siniša Kovačević (dramatik...) - Gordana Kuić -
Skender Kulenović - Ivana Kuzmanović

## L
Vido Latković -
Laza Lazarević - Lazar Lazić - Ženi Lebl - Đorđe Lebović (dramatik) -
Petar Lubarda - Sveta Lukić - (Velimir Lukić)

## M
Desanka Maksimović -
Sreten Marić - Goran Marković -
Igor Marojević - Milena Marković ? -
Simo Matavulj -
Mateja Matejić - Dragoslav Mihailović/Mihajlović - Gordan Mihić - Milan (Mile) Miletić - Milan Milićević - Veljko Milićević - 
Živan Milisavac - Nikola Milošević -
Dimitrije Mitrinović -
Mirjana Bobić Mojsilović -
Nikola Moravčević -
Lukijan Mušicki -

## N
Ljubomir P. Nenadović - Lazar Nikolić - Vladimir Nikolić - Boško Novaković? - Mirjana Novaković - Novak Novak(ović) -  Stojan Novaković - Branislav Nušić -

## O
Dositej Obradović - Vida Ognjenović -
Mladen Oljača -
Zaharija Orfelin -
Ognjeslav Utješenović Ostrožinski -

## P
Predrag Palavestra (1930-2014) - Mihajlo Pantić - Siniša Paunović - Milorad Pavić - (Borka Pavićević) - Milorad Pavlović - Miodrag Pavlović - Stevan Pavlović -
Borislav Pekić - Milivoje Perović - Radovan Perović - Rastko Petrović - Miodrag Pešić - Stevan Pešić - Novica Petković - Boško Petrović (književnik) - Uroš Petrović -
Vladislav Petković DIS -
Goran Petrović -
Nenad Petrović - Rastko Petrović - Veljko Petrović -
Vladimir Pištalo -
Vasko Popa - Raša Popov - Aca Popović - Pavle Popović

## R
Branko V. Radičević - Ana Radmilović -
Duško Radović -
Jovan Rajić -
Milan Rakić - Svetolik Ranković -
Eva Ras -
Jara Ribnikar -
Ljubivoje Ršumović -
Kosta Ruvarac -

## S
Anica Savić Rebac - Milisav Savić - Tibor Sekelj -
Isidora Sekulić -
Jovan Skerlić - Svetlana Slapšak -
Stevan Sremac -
Borislav Stanković - (Biljana Srbljanović - dramatičarka) - Vidoslav Stevanović - Jovan Subotić

## Š
Uglješa Šajtinac - Judita Šalgo - Aleksa Šantić - 

## T
Aleksandar Tišma - Bato Tomašević - Dragan Tomić -
Kosta Trifković - Duško Trifunović - Darko Tuševljaković

## U
Sreten Ugričić

## V
Dragiša Vasić - Dragan Velikić - Svetlana Velmar-Janković - Vladimir Velmar Janković - Janko Veselinović - Milovan Vidaković - Marko Vidojković - Stanislav Vinaver - Milovan Vitezović - Radovan Vučković - Prvoslav Vujčić - Joakim Vujić - Miro Vuksanović

## Z
Jovan Jovanović Zmaj -

## Ž
Zoran Živković - Velja Živojinović-Masuka (dramatik, upravnik srb.gledališča)